# Waldkraiburg
Waldkraiburg település Németországban, azon belül Bajorországban. Lakosainak száma 24 604 fő (2023. december 31.). Waldkraiburg Mühldorf am Inn és Polling községekkel határos.

## Története
A város története a második világháborúval kezdődik. Mühldorfer Hart közepén fegyveripar-porgyárat működtetett 1939 és 1945 között.
1946 után Kelet- és Dél-Kelet Európából érkeztek meneküldtek és letelepedtek. Házakat építettek, vállalkozásokat működtettek az új lakók. 
1950-ben már önálló közösséggé alakult a város. (Itt kapta a Waldkraiburg nevet.) 1960-ban már városi rangra emelték.
1989-ben épült a Haus der Kultur (Művelődési Ház), amiben ma már sok színdarabot adtak elő, olvashatnak a város történetéről stb.
Ma Waldkraiburg egy fiatalos, modern, nyitott gondolkozású ipari város.

## Népesség
A település népessége az elmúlt években az alábbi módon változott:
| Lakosok száma | 2490 | 20 140 | 22 672 | 21 663 | 22 525 | 22 917 | 23 042 | 23 442 | 23 957 | 24 604 |
|               | 1950 | 1975   | 1987   | 2012   | 2013   | 2015   | 2016   | 2019   | 2021   | 2023   |